# Francis Stuart
Sir Francis Stuart ou Frank Stewart (1589–1635), foi marinheiro, aristocrata, membro do Parlamento e cortesão

## Primeiros anos
Nasceu em Donibristle em Fife, Escócia, filho de James Stewart, 2º Conde de Moray e Elizabeth Stuart, 2ª Condessa de Moray. Francis Stuart foi educado na Christ Church, Oxford, com uma anuidade de £ 200 do King James.

## Anne Gunter
Em Oxford, ele esteve envolvido na investigação das acusações de bruxaria de Anne Gunter contra Elizabeth Gregory. Ele testemunhou em fevereiro de 1606 na Câmara Estelar de testemunhar Anne afrouxar suas roupas para um efeito dramático. Stuart foi questionado se o hálito de Gunter tinha um cheiro incomum, e ele respondeu que "ele sempre notou nos ataques dela que o hálito dela tinha um cheiro muito estranho, como se ela tivesse tomado bebidas compostas".
Em 1603, sua irmã Margaret casou-se com o almirante Charles Howard, 1º Conde de Nottingham. Francisco foi nomeado cavaleiro em 1610, na criação do Príncipe Henrique como Príncipe de Gales. Ele se alistou na marinha. Em 1614, William Cavendish recomendou sua total naturalização no Parlamento.
Em outubro de 1615, ele se envolveu em um caso que desagradou ao rei. Sir Thomas Howard, mestre do cavalo do príncipe Henry, enviou-lhe uma carta que beirava a sedição, que foi entregue por Stuart e William Ramsay, um servo do quarto do rei, ao visconde Haddington.
No funeral de Ana da Dinamarca em maio de 1619, Stuart carregou a bandeira dos godos.